# 杜潤生
杜 潤生（と じゅんせい、1913年7月18日 - 2015年10月9日）は中国共産党の元幹部で、「中国農村改革の父」と呼ばれた人物である。

## 概説
1949年の中華人民共和国の建国直後から党幹部として農村問題に携わり、文化大革命で迫害されながらも、名誉回復され、1983年より共産党中央農村政策研究室主任に就任した。改革開放政策が始まって間もない1980年代初め、各農家が耕地、農業機械、役畜、農具などの分配を受け独自に経営を行い、農業生産を農家の自主性にゆだねるという生産責任制（生産請負制）を巡る論争が党内でおこった。杜は、農村での実地調査を踏まえて制度の導入を主張した。杜は、この制度の実施に大きな役割を果たし、中国の農村改革を軌道に乗せた。同研究室は、王岐山・党中央規律委員会書記など各分野の改革を担う人材が輩出した。杜本人も明快で進歩的な思想の持ち主として知られ、王の他にも多くの党幹部や知識人を育てた。習近平・党中央総書記も地方幹部時代、杜の指導を請うたとされる。2015年10月9日、北京市内の病院において102歳で死去した。